# Milichus serratus
Milichus serratus är en skalbaggsart som beskrevs av D'orbigny 1907. Milichus serratus ingår i släktet Milichus och familjen bladhorningar. Inga underarter finns listade i Catalogue of Life.